# Kfz-Kennzeichen (Armenien)

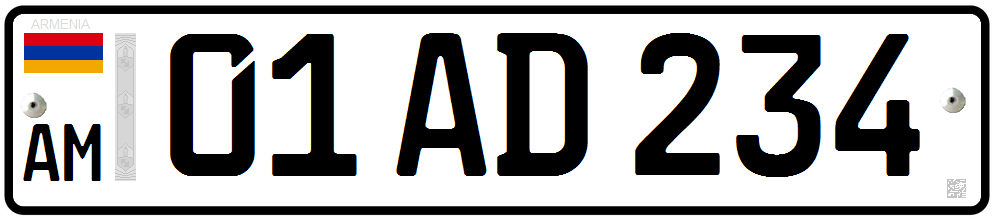
Kfz-Kennzeichen für Privatpersonen ab 2014

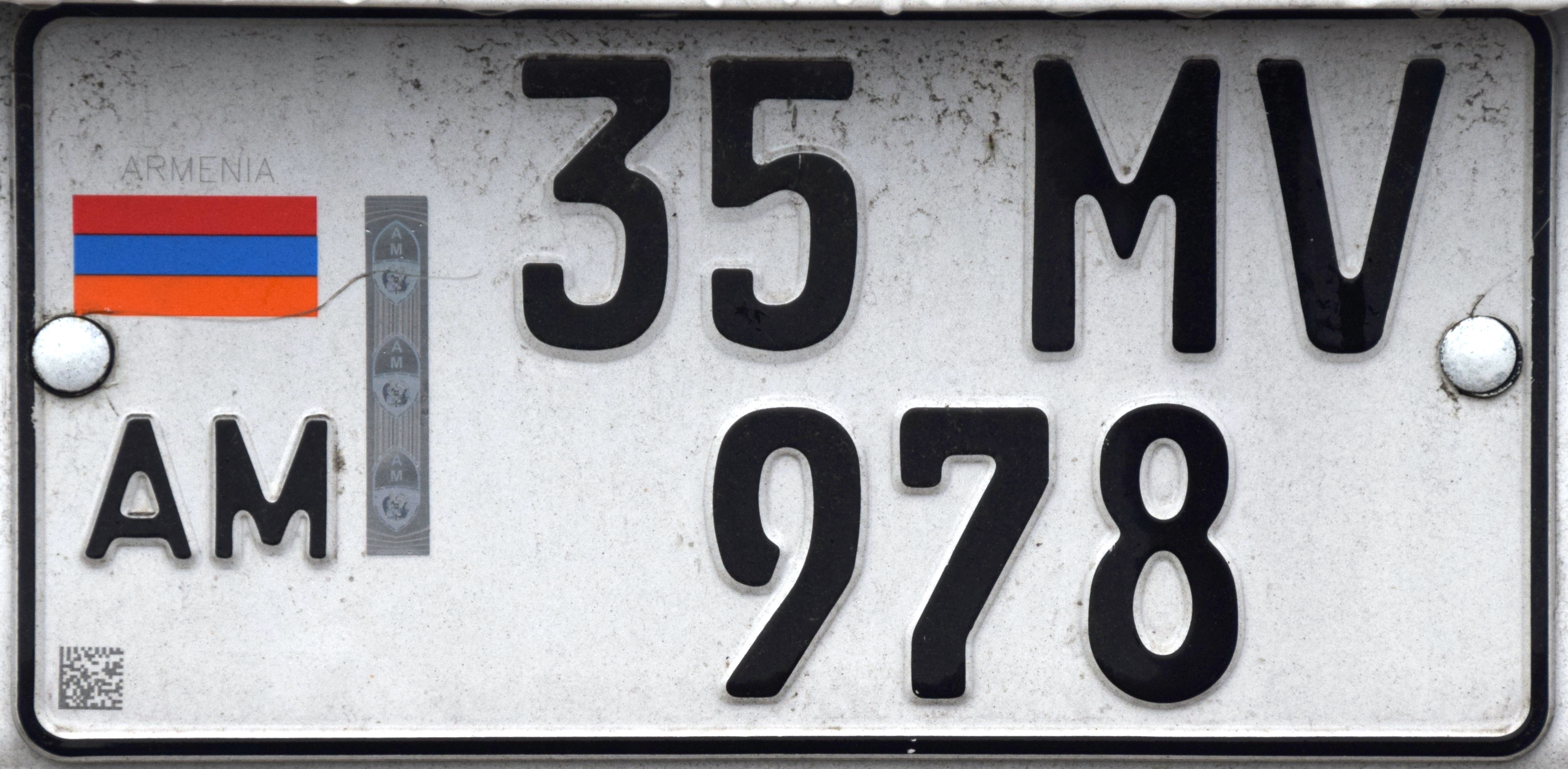
Zweizeilige Variante ab 2014

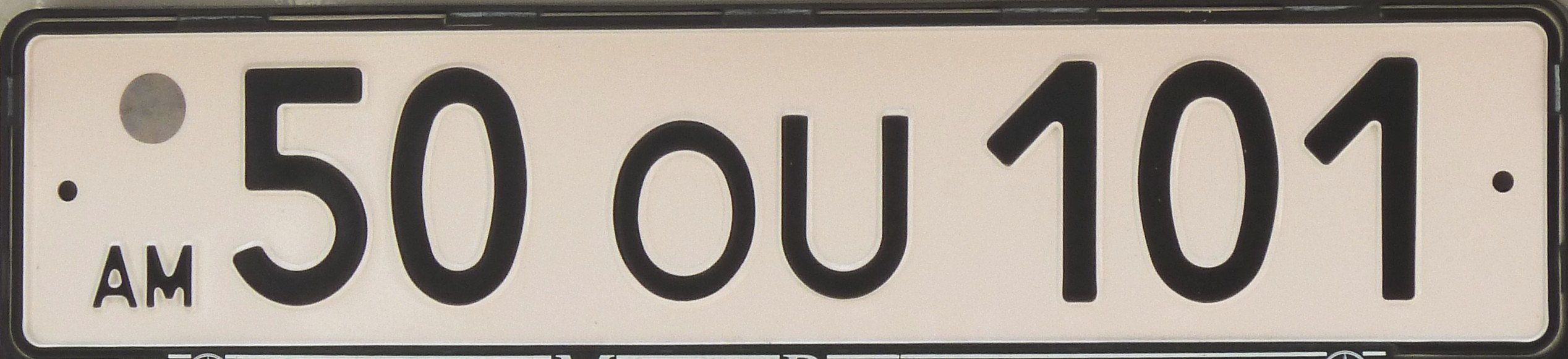
Kfz-Kennzeichen für Privatpersonen

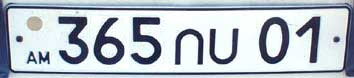
Kfz-Kennzeichen für juristische Personen

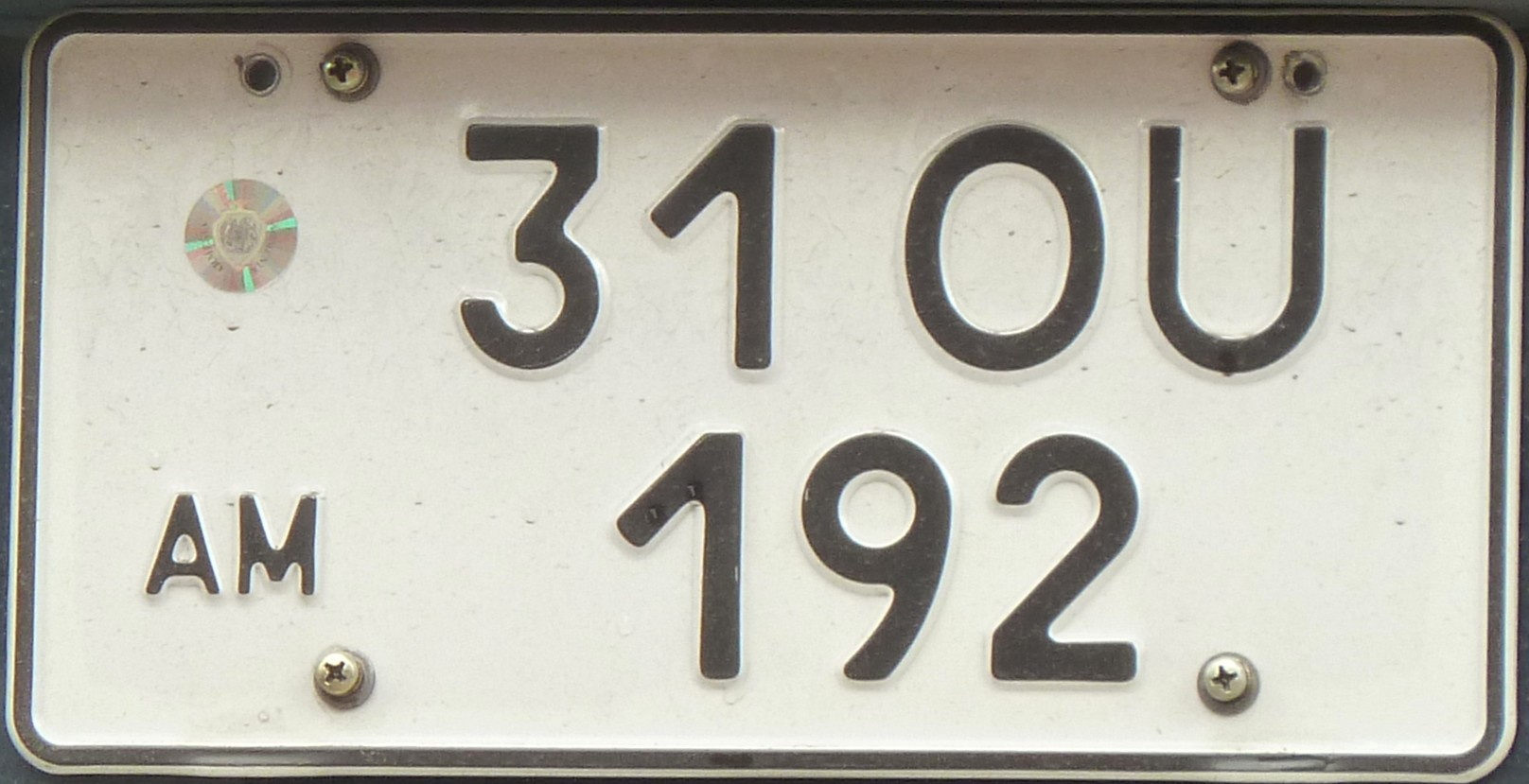
Zweizeiliges Kfz-Kennzeichen

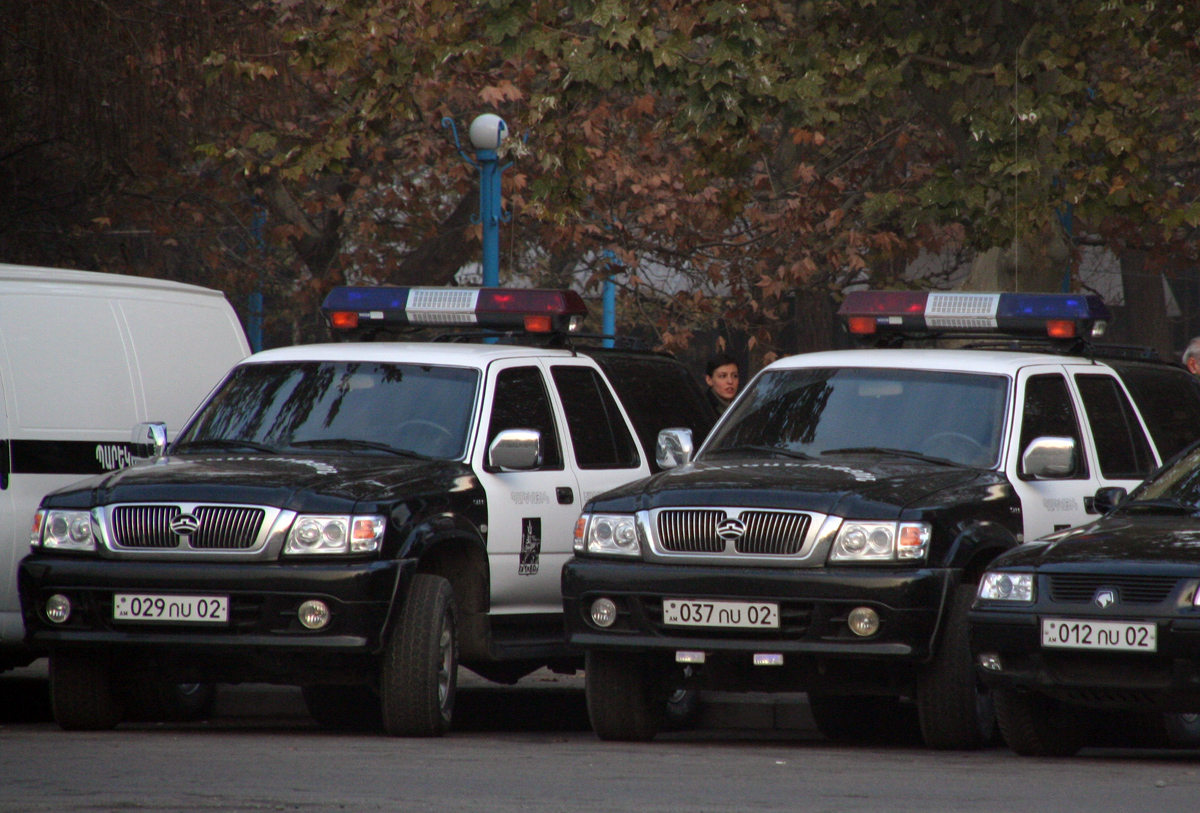
Polizeikennzeichen

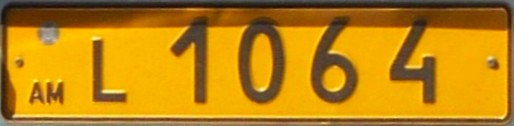
Taxi-Kennzeichen

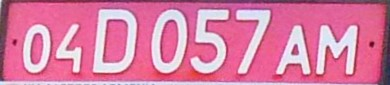
Diplomatenkennzeichen

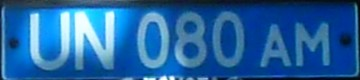
Kennzeichen für Fahrzeuge der Vereinten Nationen

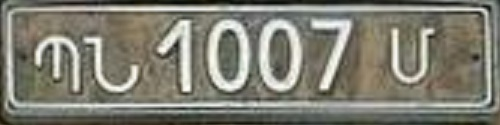
Kennzeichen des Verteidigungsministeriums

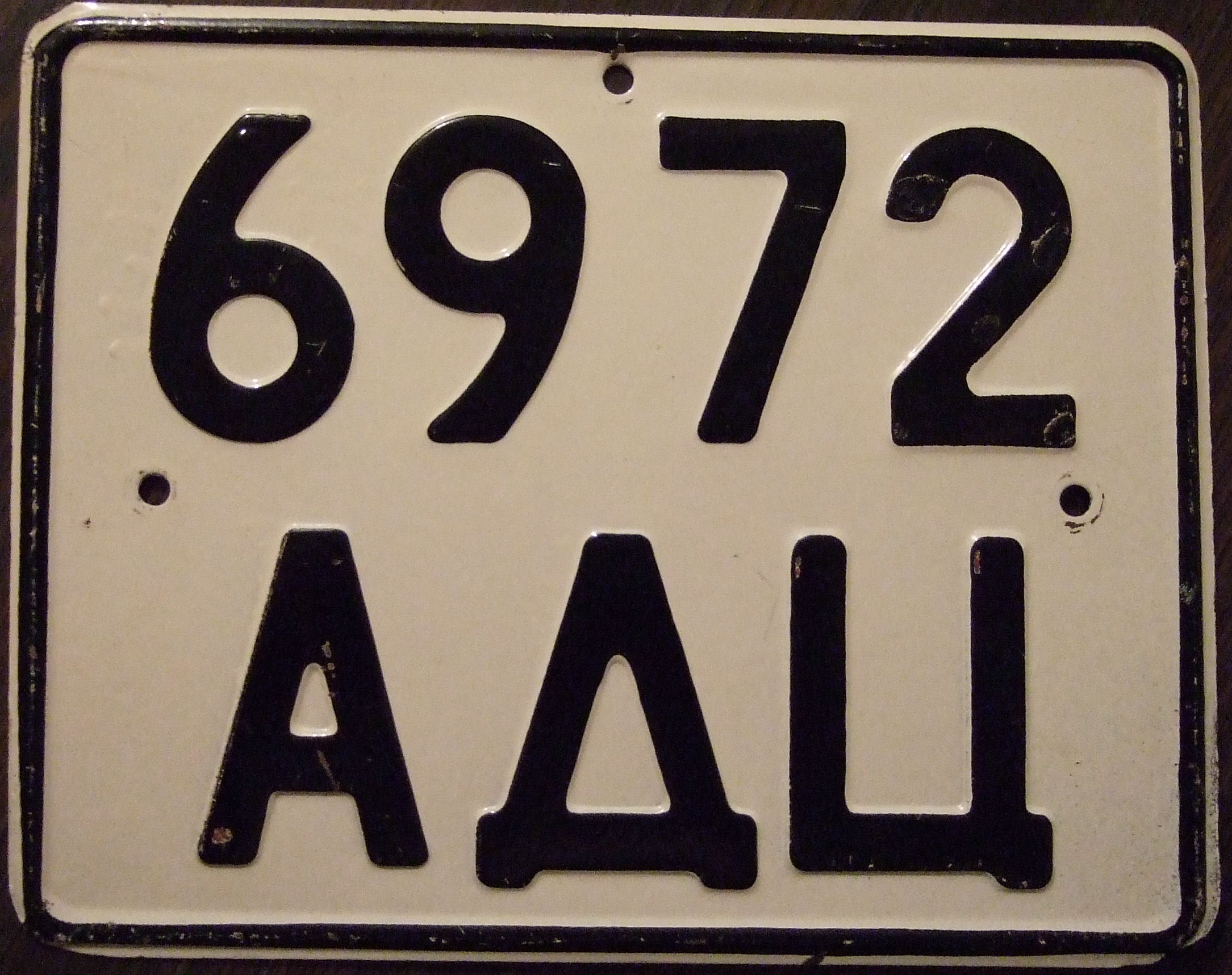
Kennzeichen der Armenischen SSR

Armenische Kfz-Kennzeichen besitzen schwarze Schrift auf weißem Grund und gleichen somit dem europäischen Standard. Die Schilder zeigen seit August 2014 am linken Rand die Buchstaben AM unter der Flagge Armeniens. Ältere Schilder zeigen statt der Flagge eine Hologramm-Plakette.

## Standard-Kennzeichen
Die eigentliche Kombination besteht aus fünf Ziffern und zwei, ursprünglich etwas verkleinerten Buchstaben nach dem Muster 12 ՍՍ 345 (Privatperson) oder 123 ՍՍ 45 (juristische Person). Ursprünglich gab die zweistellige Zahl dabei die Provinz an, in der das Fahrzeug zugelassen wurde. Mittlerweile werden die Kennzeichen zentral mit fortlaufenden Nummern vergeben. Für Serien-Kennzeichen wurden zunächst nur jene Buchstaben genutzt, die in ähnlicher Form sowohl im lateinischen als auch im armenischen Alphabet vorkommen (Տ, Ս, Լ, Օ, Ո). Mittlerweile werden auch andere Buchstaben des lateinischen Alphabets eingesetzt.
| Armenischer Buchstabe | Transkription | Ähnl. lat. Buchstabe |
| --------------------- | ------------- | -------------------- |
| Լ                     | l             | L                    |
| Ո                     | o             | n                    |
| Ս                     | s             | U                    |
| Տ                     | t             | S                    |
| Օ                     | ô             | O                    |

## Wunschkennzeichen
Innerhalb des Schemas besteht die Möglichkeit eines Wunschkennzeichens, bei dem auch andere lateinische Buchstaben zugelassen sind. Diese werde auf einer staatlichen Plattform versteigert. Besonders ausgefallene Kennzeichen erzielen dabei hohe Preise, beispielsweise habe das Kennzeichen 00 OO 000 im Jahr 2024 156 Mio. Dram erzielt, umgerechnet über 300.000 €.

## Spezielle Serien
| Institution         | Kombination                                                    |
| ------------------- | -------------------------------------------------------------- |
| Präsident           | UU 01                                                          |
| Nationalversammlung | OO 01 - OO 11                                                  |
| Regierung           | LL: 01, 03, 10, 11, 50, 55, 60, 70, 71 SS: 01-07, 60, 70 VV 01 |
| Sicherheitsrat      | PP 01                                                          |
| Staatsanwälte       | SO 01                                                          |
| Verfassungsgericht  | OS 01                                                          |
| Polizei             | ՈՍ 01, ՈՍ 02                                                   |
| Bank                | SL 01, SL 33                                                   |

Fahrzeuge, die für den öffentlichen Personentransport eingesetzt werden, besitzen gelbe Kennzeichen mit vier Ziffern und einem Buchstaben. Bei Bussen befindet sich der Buchstabe am Ende des Schilds, bei Taxis am Anfang. Wie in vielen ehemaligen Sowjetrepubliken zeigen Diplomatenkennzeichen einen roten Hintergrund. Sie beginnen mit zwei kleinen Ziffern, die das entsprechende Herkunftsland kodieren, gefolgt von einem D (Diplomat) oder T (technisches Personal). Es folgen weitere Ziffern, bevor das Schild mit den Buchstaben AM oder ARM für Armenien endet. Fahrzeuge der Vereinten Nationen erhalten hellblaue Nummernschilder beginnend mit den Buchstaben UN. Es folgen vier Ziffern und ein Buchstabe.

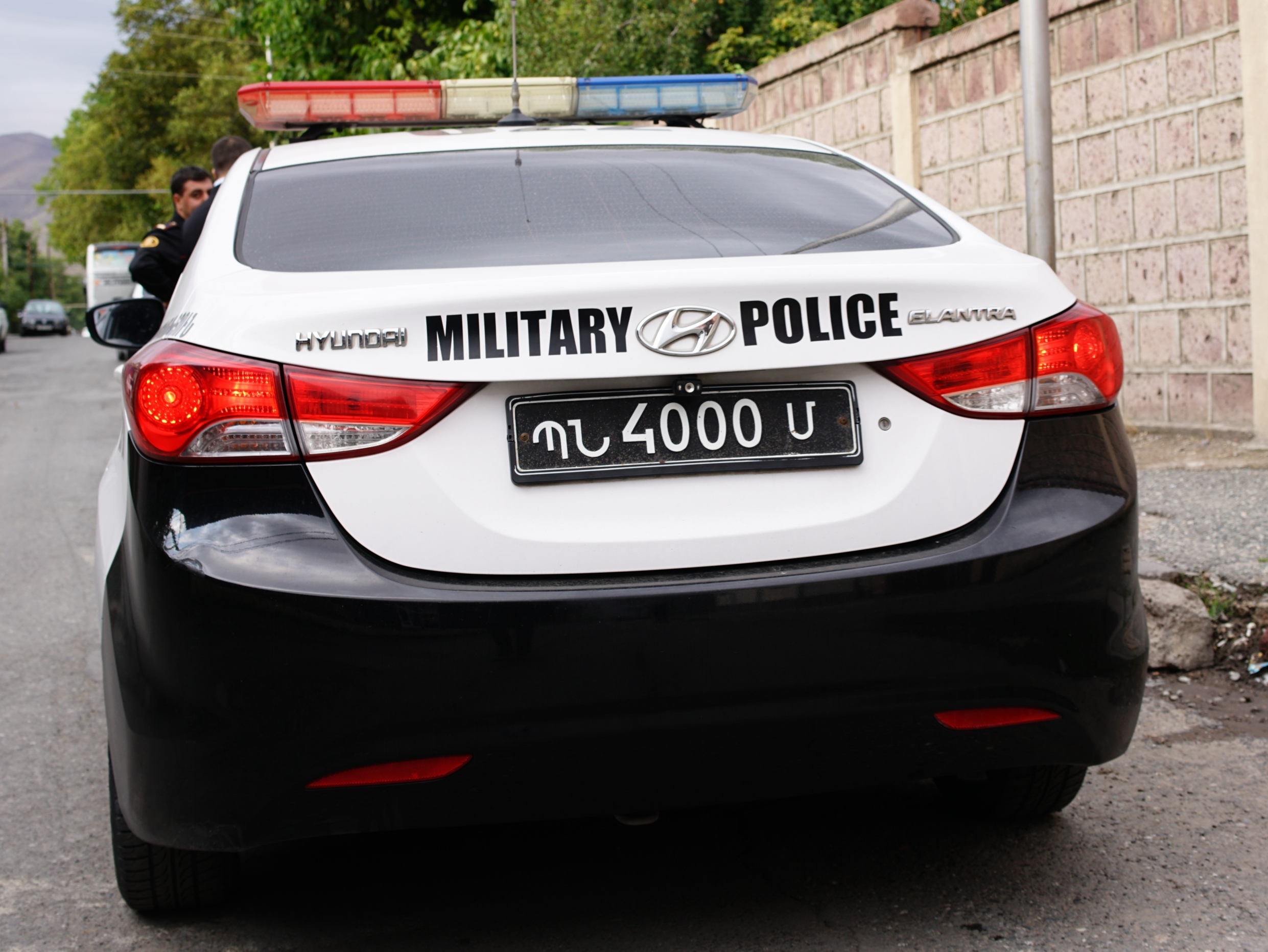
Kennzeichen eines Fahrzeugs des Verteidigungsministeriums

Militärische Kennzeichen beginnen mit den Buchstaben ՊԲ für arm. Պէտական Բանակ (Nationale Armee) gefolgt von einer Buchstaben-Zahlen-Kombination. Kennzeichen des Verteidigungsministeriums weisen eine komplementäre Farbgebung mit weißer Schrift und schwarzem Grund auf. Sie zeigen die Buchstaben ՊՆ für arm. Պաշտպանության Նախարարություն (Verteidigungsministerium) sowie eine vierstellige Nummer und einen Buchstaben.
Vor der Unabhängigkeit verwendete die Armenische SSR als Teil der Sowjetunion sowjetische Kennzeichen mit den Kürzeln АД (AD) und АР (AR).

## Galerie

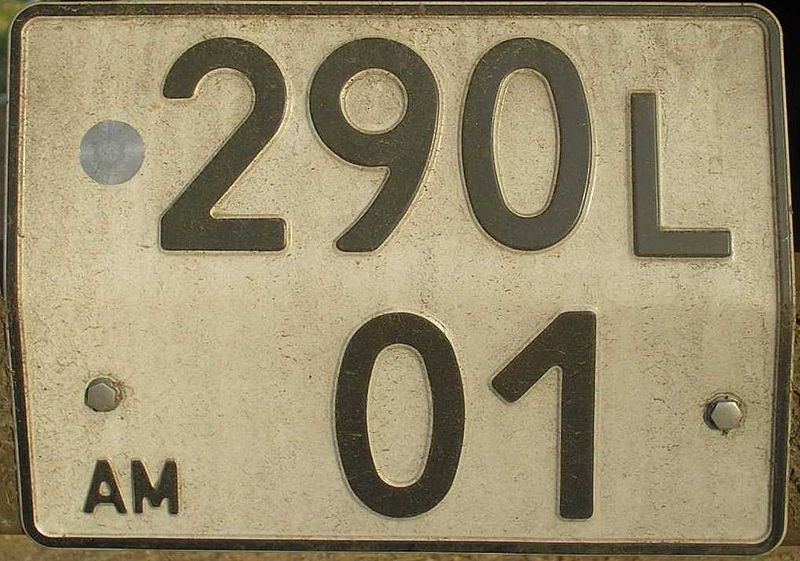
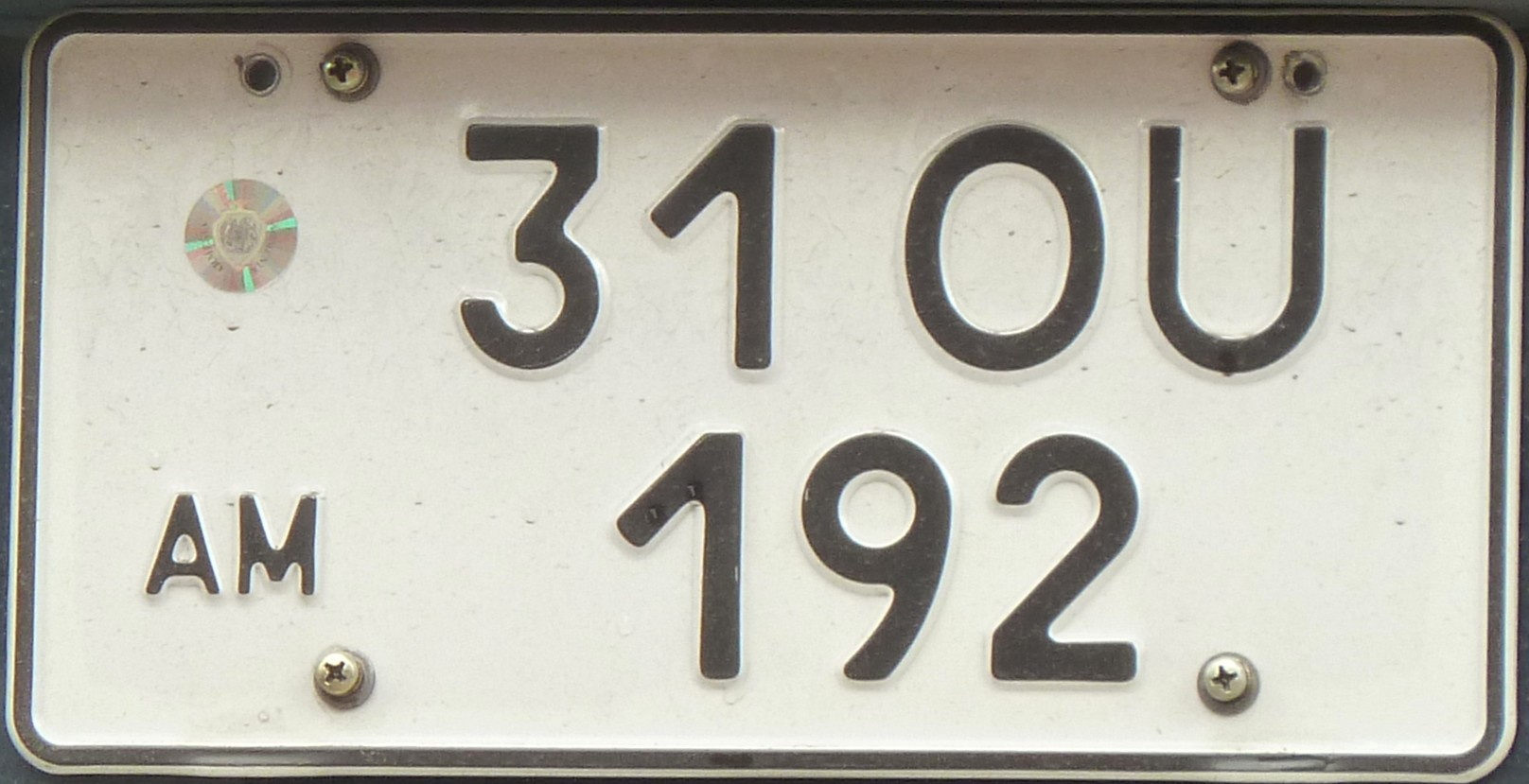
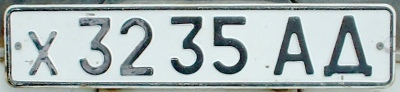
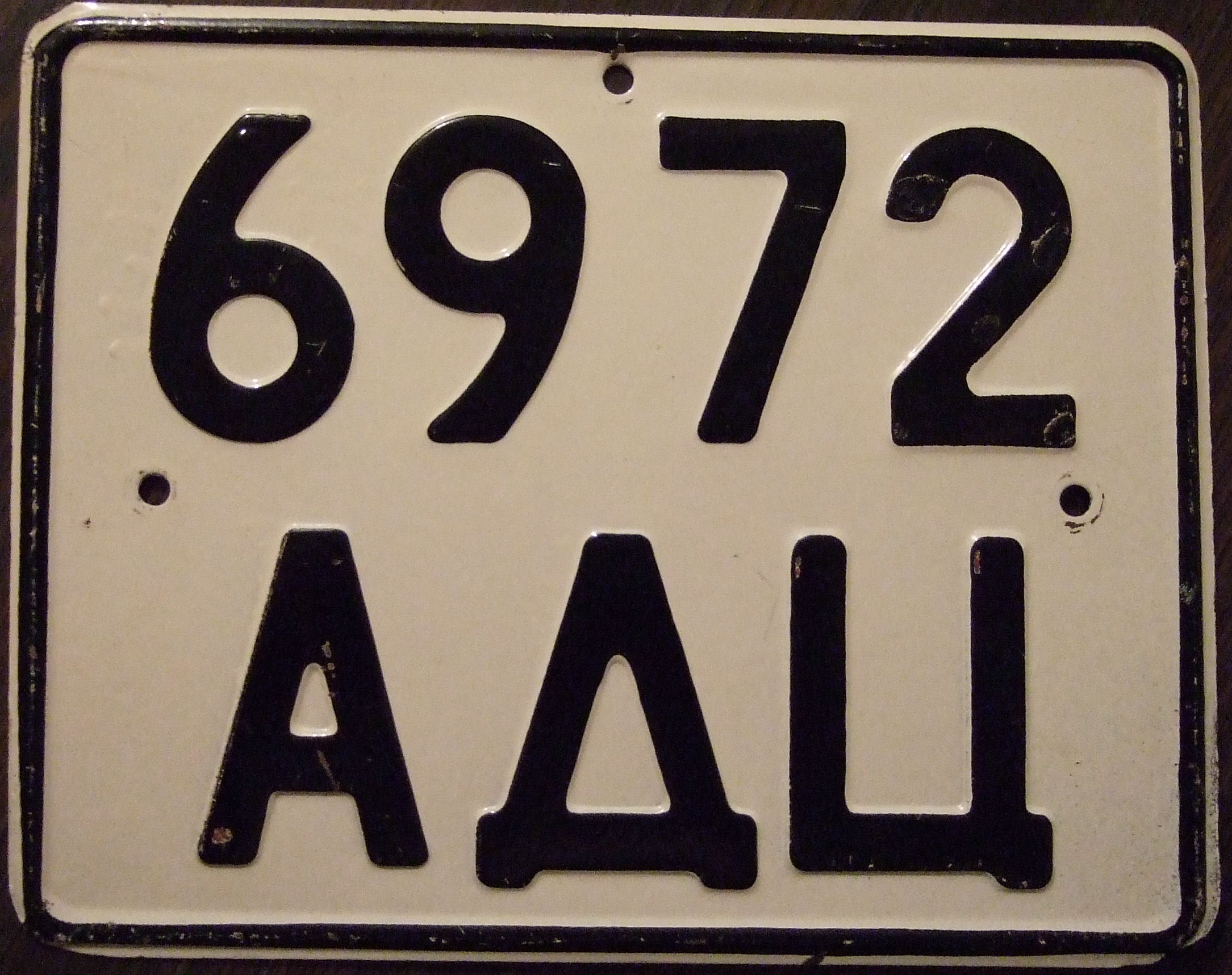

## Ursprüngliche Gebietskodierung
| Regionscode                         | Region               |
| ----------------------------------- | -------------------- |
| 01 … 10, 11, 13, 19, 61 … 68        | Jerewan              |
| 12, 27 … 29                         | Provinz Armawir      |
| 14, 45 … 49                         | Provinz Schirak      |
| 15, 21 … 24                         | Provinz Aragazotn    |
| 16, 31 … 35                         | Provinz Gegharkunik  |
| 17, 42, 43                          | Provinz Kotajk       |
| 18, 56                              | Provinz Wajoz Dsor   |
| 25 … 26                             | Provinz Ararat       |
| 36 … 39, 41                         | Provinz Lori         |
| 51 … 54                             | Provinz Sjunik       |
| 57 … 59                             | Provinz Tawusch      |
| 20, 30, 40, 44, 50, 55, 60, 69 … 99 | individuelle Vergabe |